# Carl Johnson (postać fikcyjna)
Carl „CJ” Johnson – postać fikcyjna, główny bohater gry Grand Theft Auto: San Andreas (szóstej części serii Grand Theft Auto).

## Opis
Carl Johnson jest średniego wzrostu czarnoskórym mężczyzną, pochodzącym z miasta Los Santos w stanie San Andreas. Jego matką była Beverly Johnson, Carl ma siostrę Kendl oraz braci: Seana „Sweeta” i tragicznie zmarłego Briana. O ojcu nic nie wiadomo. Chłopak wychowywał się w getcie, w dzielnicy Ganton, a konkretnie przy Grove Street. Z tej też ulicy pochodzi gang Grove Street Families, do którego Carl Johnson należy przez większość swojego życia.

## Historia
Nic nie wiadomo na temat początku życia Carla. Wiadomo jedynie, że wychowywał się w getcie na Grove Street wraz ze swoim rodzeństwem – braćmi Seanem „Sweetem” i Brianem oraz siostrą Kendl, a także kilkoma kolegami, głównie Melvinem Harrisem „Big Smokiem” i Lance’em Wilsonem „Ryderem”. Wszyscy oprócz Kendl należeli do dowodzonego przez Sweeta gangu Grove Street Families.
Kiedy w 1987 roku w wyniku porachunków gangów zginął Brian, CJ, by zapomnieć o stracie brata wyjechał do Liberty City, gdzie działał w różnych gangach. Kiedy w 1992 roku otrzymuje od Sweeta informację o śmierci ich matki, przybywa do Los Santos na jej pogrzeb. Na miejscu przekonuje się, że sytuacja w dzielnicy w ciągu 5 lat się zmieniła – jego gang stracił na znaczeniu, uciskany przez wrogie gangi Ballas i Vagos. W dodatku zostaje uwikłany w zabójstwo oficera Pendelbury’ego przez rzeczywistych sprawców tej zbrodni, czyli Tenpenny’ego, Pulaskiego i Hernandeza, a Sweet obwinia Carla za śmierć Briana i upadek gangu.
Przez pewien okres Carl pomaga w odzyskaniu reputacji gangu i zaprzyjaźnia się z Cesarem Vialpando, który jest chłopakiem Kendl. Dzięki niemu odkrywa, że jego matka zginęła przez oficerów z C.R.A.S.H oraz przez zdradę gangu przez Big Smoke’a oraz Rydera. W tym momencie Carl poprzysięga się zemścić na oprawcach i oczyścić się z zarzutów.
Dochodzi do strzelaniny pod węzłem autostradowym w dzielnicy Mulholland. W jej wyniku Sweet zostaje ranny i trafia do więzienia, a Carl zostaje wywieziony przez Tenpenny’ego i Pulaskiego do miasteczka Angel Pine, gdzie przez krótki okres wykonuje dla nich zlecenia. W tym samym czasie poznaje m.in. Catalinę, która zostaje jego dziewczyną. Związek rozpada się przez niewierność Cataliny, która w końcu wiąże się z Claude’em i wyjeżdża z nim do Liberty City, CJ zaś w prezencie od Claude’a otrzymuje garaż i starą stację benzynową w San Fierro, w dzielnicy Doherty. Tam tworzy pierwszy w życiu interes – otwiera warsztat samochodowy i tuningowy wraz z Cesarem, Kendl, Zero, Jethro i Dwaine’em. Zaprzyjaźnia się również z Wu Zi Mu, z którym niszczy konkurencyjny Syndykat Loco oraz otwiera drugi interes – Kasyno Czterech Smoków w Las Venturas. Poza tym w czasie pobytu w San Fierro CJ zabija Rydera w akcie zemsty.
Carl Johnson współpracuje w tym czasie z Mikiem Toreno w celu uwolnienia swojego brata z więzienia, a także by wesprzeć funkcjonowanie swego kasyna aranżuje włamanie do skarbca największego konkurenta – „Pałacu Kaliguli”, należącego do mafii rodziny Leone oraz do mafii Forellich. Oprócz tego Carl zabija kolejnego ze swoich prześladowców – Eddiego Pulaskiego. Chwilę przed tym z rąk Pulaskiego ginie Jimmy Hernandez, uznany przez Tenpenny’ego za zdrajcę.
Carl wraca do Los Santos i przywozi do domu swojego brata. Zaczyna znów walczyć o reputację w swoim gangu. Wkrótce potem Sweet zdobywa informację o miejscu pobytu Big Smoke’a. Carl jedzie tam i zabija Melvina. Tenpenny, chcąc zatuszować swoje intrygi (Hernandez zdążył poinformować policję o jego działalności) podpala budynek, w którym przebywa Carl, a następnie próbuje uciec wozem strażackim, ten jednak wpada w poślizg i ulega wypadkowi, w wyniku którego policjant ginie.
Pod koniec gry Carl odnosi sukces jako menadżer Madd Dogga, a wszystkie jego interesy przynoszą zyski. Udziela również Cesarowi pozwolenia na zaręczyny z jego siostrą.